# Puig de Randa
El Puig de Randa es un cerro situado en el municipio español de Algaida, Mallorca, Islas Baleares, en la carretera que une dicha población con Llucmajor. Tiene una altura de 543 metros y en su cima se halla el Santuario de Cura. En la vertiente sur se encuentran los santuarios de Gracia y de San Honorato. Para llegar a la cima hay que recorrer cinco kilómetros de subida por una estrecha carretera. Al llegar a la cima se pueden observar hasta treinta y seis poblaciones de la isla de Mallorca.
Además, sirve de punto de control para luchar contra posibles incendios forestales, como el que tuvo lugar en el año 2003 y obligó a desalojar toda la montaña, frecuentemente visitada por los turistas que llegan a la isla. En la cima, además de la hospedería, se encuentra un restaurante. El cuarto domingo después de Pascua se celebra allí la "Bendición de los frutos". 